# Paisaje lunar

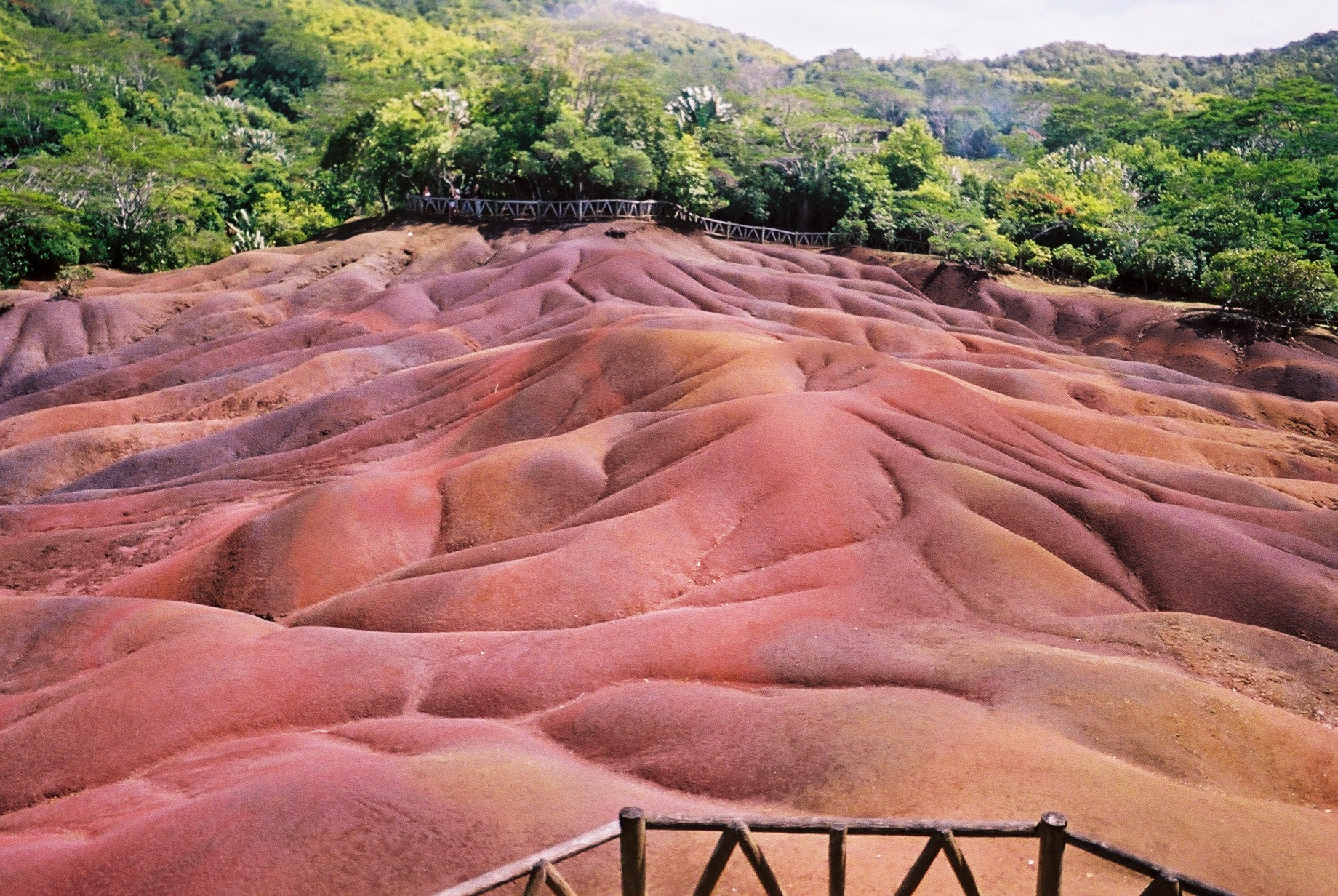
Pequeño paisaje lunar en la Isla Mauricio.

En el planeta Tierra se conoce como paisaje lunar a las áreas de lomas escarpadas y áridas que hacen que en el entorno se dé un paisaje parecido al de la luna. 
Estos paisajes pueden abarcar extensiones que van desde unas decenas de metros cuadrados, siendo más bien un enclave, hasta varias hectáreas constituyendo un auténtico paisaje. Desde mucho antes de las primeras fotografías desde la luna se les ha llamado de este modo por poseer un aspecto poco común en el planeta que habitamos y creer que eran unos paisajes más propios de otro mundo como la luna.

## Paisajes lunares en España
- Parque regional del Valle y Carrascoy, Murcia: Posee un paisaje lunar visible desde la cima de las montañas principales del conjunto como la Cresta del Gallo, su belleza se ve ensalzada si es observado en luna llena con la luz lunar que le confiere un aspecto grisáceo.
- Parque Natural de la Corona Forestal, Tenerife: El paisaje lunar de este parque natural al sur de Tenerife tiene la peculiaridad de encontrarse en un terreno de materiales volcánicos que han sido erosionados.